# Завражное сельское поселение
Завра́жное се́льское поселе́ние — муниципальное образование в Кадыйском районе Костромской области.
Административный центр — село Завражье.

## История
Завражное сельское поселение образовано 30 декабря 2004 года в соответствии с Законом Костромской области № 237-ЗКО, установлены статус и границы муниципального образования.

## Население
| 2008 | 2010 | 2012 | 2013 | 2014 | 2015 | 2016 |
| ---- | ---- | ---- | ---- | ---- | ---- | ---- |
| 624  | ↗653 | ↘622 | ↘601 | ↘583 | ↘580 | ↘549 |
| 2017 | 2018 | 2019 | 2020 | 2021 |      |      |
| ↘539 | ↘535 | ↘534 | ↘519 | ↘476 |      |      |

## Состав сельского поселения
| №  | Населённый пункт | Тип населённого пункта       | Население |
| -- | ---------------- | ---------------------------- | --------- |
| 1  | Борисоглебское   | село                         | ↗150      |
| 2  | Булдачиха        | деревня                      | →7        |
| 3  | Деревнищи        | деревня                      | ↘7        |
| 4  | Завражье         | село, административный центр | ↗545      |
| 5  | Кнышево          | деревня                      | →0        |
| 6  | Ковалёво         | деревня                      | →0        |
| 7  | Коряковка        | деревня                      | →0        |
| 8  | Костино          | деревня                      | ↘3        |
| 9  | Луховцево        | деревня                      | ↘4        |
| 10 | Малово           | деревня                      | ↗6        |
| 11 | Поселихино       | деревня                      | ↘1        |
| 12 | Прозорово        | деревня                      | ↘12       |
| 13 | Сорочково        | деревня                      | ↘2        |
| 14 | Ступниково       | деревня                      | ↘9        |
| 15 | Фетинино         | деревня                      | ↘7        |

### Упразднённые населённые пункты
В 2024 году — д. Жаравино.